# Cora xanthostoma
Cora xanthostoma là loài chuồn chuồn trong họ Polythoridae. Loài này được Ris mô tả khoa học đầu tiên năm 1918.